# Urodiabunus arlei
Urodiabunus arlei is een hooiwagen uit de familie Gonyleptidae.